# Сюда идут студентки
«Сюда идут студентки» (англ. Here Come the Co-Eds) — американский комедийный фильм 1945 года режиссёра Жана Ярбро. В главных ролях в фильме принимает участие дуэт комиков Эбботт и Костелло.

## Сюжет
Слэтс, его сестра Молли и Оливер работают в танцевальном зале. Слэтс также занимается рекламой. В одном из журналов он публикует фотографию своей сестры. К фото для шутки он придумывает подпись: «Я коплю деньги, чтобы поступить в Биксби, колледж моей мечты». Декан колледжа Биксби, случайно прочитав эту заметку, находит Молли и предлагает ей стипендию и возможность обучаться в «колледже её мечты». Он также обещает там работу помощников смотрителя для Слэтса и Оливера. Поскольку у дуэта проблемы с законом (угон полицейской машины), они соглашаются, и все трое едут в колледж для девушек.
Председатель правления колледжа Киркланд не доволен раздачей стипендий кому попало и требует от декана исключить «девушку с картинки» Молли. Декан не может уступить начальству и стоит на своём. Тогда Киркланд решает избавиться заодно и от декана, который помимо прочего любит вносить изменения в учебный процесс, тем самым нарушая старинные традиции колледжа. Киркланд требует от декана выплатить долги по ипотеке, а это без малого 20 000 долларов. Весь колледж объединяется, чтобы помочь декану и Молли. Общими усилиями им удаётся собрать тысячу долларов. Остальные деньги студентки планируют выручить, обыграв в баскетбол студенток-чемпионок из другого колледжа. Поскольку команда Биксби считается очень слабой, ставки у букмекеров 20 против 1 не в их пользу. Если они поставят на себя и выиграют, то получат нужную сумму. У команды Биксби есть козыри: Молли и Оливер одетые в женские парики. Другая команда также жульничает: у них несколько профессиональных баскетболисток…

## В ролях
- Бад Эбботт — Слэтс Маккарти
- Лу Костелло — Оливер Квакенбуш
- Марта О’Дрисколл — Молли Маккарти
- Дональд Кук[англ.] — декан Ларри Бенсон
- Пегги Райан — Пэтти Гейл[3]
- Лон Чейни — Джонсон, «завхоз» колледжа
- Чарльз Дингл[англ.] — Джонатан Кирклэнд, председатель правления колледжа
- Джун Винсент — Дайан Кирклэнд, его дочь
- Ричард Лейн — близорукий мужчина на балу

## Производство
Съёмки фильма проходили с 24 октября по 6 декабря 1944 года. Лу Костелло в средней школе был звездой баскетбола, поэтому многие трюки в фильме выполнял сам.

## Выход на видео
Фильм был дважды выпущен на DVD: в первый раз 4 мая 2004 года на сборнике The Best of Abbott and Costello Volume Two и 28 октября 2008 года в серии Abbott and Costello: The Complete Universal Pictures Collection.